# نجمه آبتین
نجمه آبتین (زادهٔ ۲۱ مرداد ۱۳۶۱ در شیراز) کماندار ایرانی است که موفق به کسب سهمیه المپیک پکن شد. او نخستین زن تیرانداز ریکرو ایران است که تاکنون به المپیک راه یافته‌است. او همچنین سومین دختر از کاروان اعزامی ایران به المپیک پکن است. پیش از او سارا خوش جمال فکری در تکواندو و هما حسینی در قایقرانی سهمیه گرفتند. او همچنین نخستین بانوی ورزشکار المپیکی تاریخ ورزش استان فارس است.

## زندگی ورزشی
نجمه آبتین در سال ۱۳۷۸ و در سن ۱۶ سالگی در کلاس‌های آموزش تیراندازی با کمان فدراسیون ثبت نام کرد. او در سال ۱۳۸۳ به عضویت تیم ملی ایران درآمد. آبتین در مصاحبه‌ای گفته بود که چشمان‌اش آستیگمات هستند. او نمره چشم راستش را ۰٫۵ و چشم چپش را ۰٫۷۵ اعلام کرده بود. با این وجود او در مسابقات تیراندازی از عینک و لنز استفاده نمی‌کند. او در رنکینگ فدراسیون جهانی تیراندازی با کمان (فیتا) صد و دومین تیرانداز ریکرو دنیا به حساب می‌آید.

### المپیک ۲۰۰۸
آبتین در نخستین تلاش‌ها برای کسب سهمیه المپیک در مسابقه جهانی کرواسی و نیز در مسابقات جایزه بزرگ آسیا در تهران ناموفق بود. سرانجام در مسابقات فرانسه با تصاحب مدال نقره، در رده دوازدهم جدول رده‌بندی فدراسیون جهانی قرار گرفت و موفق به کسب سهمیه المپیک پکن شد. آبتین در دور نخست المپیک، ۱۰۶–۹۶ به کماندار کره شمالی باخت و حذف شد.

## افتخارات
- مدال برنز مسابقات کشورهای اسلامی ۲۰۰۵ (انفرادی)
- مدال برنز مسابقات بین‌المللی تیراندازی با کمان - مالزی ۲۰۰۵‌ (تیمی)
- مدال برنز مسابقات تیراندازی با کمان جایزه بزرگ آسیا - تایلند ۲۰۰۶ (انفرادی)
- مدال نقره مسابقات جهانی تیراندازی با کمان - فرانسه ۲۰۰۸ (انفرادی)
- کسب سهمیه المپیک ۲۰۰۸ چین
- مدال برنز مسابقات تیراندازی با کمان بازی‌های داخل سالن آسیا ۲۰۰۹ (تیمی)